# 대규모 다중 사용자 온라인 게임
대규모 다중 사용자 온라인 게임(MMPOG; massively multiplayer online game; MMOG)은 아주 많은(1000+) 사용자가 네트워크로 게임을 즐기는 게임 분류를 말한다. 멀티플레이를 한 단어로 붙여 MMOG라고도 한다.
처음에는 MMPOG라고 불렸으나 장르상 특성으로 롤플레잉 게임이 많기 때문에 일반 사용자들은 MMORPG라는 용어를 더 많이 사용하고 있다.
현재는 엑스박스360의 Xbox LIVE 서비스나 플레이스테이션 3의 PSN 서비스, MMOFPS라는 장르가 등장하면서 장르를 가리지 않고 사용하는 업계 용어가 되었다.

## 같이 보기
- MMORPG
- MMOFPS
- MMORTS
- Xbox LIVE
- PSN